# Piano Man (bài hát)
"Piano Man" là sáng tác của ca sĩ - nhạc sĩ người Mỹ Billy Joel. Đây là ca khúc chủ đề cho album cùng tên (1973) và sau đó là đĩa đơn đầu tiên của anh tại thị trường Bắc Mỹ. Ca khúc là lời tự sự của Joel trong thời kỳ là nghệ sĩ đệm đàn piano trong các quán bar, với những câu chuyện cùng những người đồng nghiệp và khách nơi đây. Nội dung của "Piano Man" là câu chuyện mà Joel nhớ lại trong giai đoạn ở Los Angeles trong những năm 1972-1973 khi anh đang cố rời khỏi hãng đĩa Family Productions vì doanh thu bán đĩa yếu kém. Rất nhiều nhân vật trong ca khúc, từ nhân viên quầy bar tên John cho tới tiểu thuyết gia Paul mà Joel miêu tả đều là những nhân vật có thật.
"Piano Man" là ca khúc thương phẩm đầu tiên của Joel, đạt vị trí số 25 tại Billboard Hot 100 vào tháng 4 năm 1974. Sau khi Joel trở nên nổi tiếng với album tiếp theo The Stranger (1977), ca khúc đã quay trở lại thành một bản hit lớn. Joel thường hát ca khúc này trong mọi buổi trình diễn trực tiếp, và anh thường để khán giả đồng ca phần điệp khúc. Năm 2005, Thư viện Quốc hội Hoa Kỳ đã lựa chọn "Piano Man" là một trong những giai điệu được đưa vào Lưu trữ thu âm quốc gia với "những giá trị văn hóa, lịch sử, và nghệ thuật".

## Danh sách ca khúc

### Đĩa đơn tại Mỹ (1973)
1. "Piano Man" – 4:30
2. "You're My Home" – 3:08

## Xếp hạng

### Xếp hạng tuần
| Bảng xếp hạng (1973-1974)       | Vị trí cao nhất |
| ------------------------------- | --------------- |
| Australian Singles Chart        | 20              |
| Canadian RPM Top Singles        | 10              |
| Canadian RPM Adult Contemporary | 14              |
| New Zealand (Listener)          | 14              |
| Netherlands                     | 56              |
| U.S. Billboard Hot 100          | 25              |
| U.S. Billboard Easy Listening   | 4               |
| U.S. Cash Box Top 100           | 16              |

| Bảng xếp hạng (2013) | Vị trí cao nhất |
| -------------------- | --------------- |
| Irish Singles Chart  | 83              |
| Bảng xếp hạng (2014) | Vị trí cao nhất |
| Dutch Singles Chart  | 56              |

| Bảng xếp hạng (1974)              | Vị trí |
| --------------------------------- | ------ |
| Australia                         | 93     |
| Canada                            | 91     |
| U.S. (Joel Whitburn's Pop Annual) | 178    |